# Rebecca Munk Mortensen
Rebecca Munk Mortensen (* 1. November 2005) ist eine dänische Tennisspielerin.

## Karriere
Munk Mortensen begann mit sieben Jahren das Tennisspielen und spielt bislang überwiegend Turniere auf der ITF Junior Tour und der ITF Women’s World Tennis Tour, wo sie bislang drei Titel im Einzel und drei im Doppel gewonnen hat.
2022 gewann sie ihren ersten Titel auf der ITF Women’s World Tennis Tour und trat danach bei den Juniorinnenwettbewerben der US Open an, wo sie im Juniorinneneinzel mit einem Sieg über Giorgia Pedone in die zweite Runde einziehen konnte, dort aber Victoria Mboko mit 4:6 und 3:6 unterlag. Im Juniorinnendoppel unterlag sie mit Partnerin Weronika Ewald bereits in der ersten Runde dem US-amerikanischen Doppel Katherine Hui und Eleana Yu mit 2:6 und 2:6.
2023 erreichte sie zu Beginn des Jahres bei den Australian Open im Juniorinneneinzel das Achtelfinale, wo sie der späteren Titelträgerin Alina Kornejewa mit 3:6 und 6:7 unterlag. Im Juniorinnendoppel trat sie an der Seite von Kristiana Sidorowa an. Die beiden erreichten das Viertelfinale, wo sie gegen Sayaka Ishii und Ena Koike mit 4:6, 6:4 und [7:10] verloren.
Munk Mortensen gab 2022 ihr Debüt in der Dänischen Billie-Jean-King-Cup-Mannschaft, wo sie von bislang einem Einzel und zwei Doppel ein Doppel gewinnen konnte.

## Turniersiege

### Einzel
| Nr. | Datum            | Turnier       | Kategorie | Belag     | Finalgegnerin        | Ergebnis       |
| --- | ---------------- | ------------- | --------- | --------- | -------------------- | -------------- |
| 1.  | 7. August 2022   | Frederiksberg | ITF W15   | Sand      | Jessica Luisa Alsola | 5:7, 6:1, 6:3  |
| 2.  | 30. Juli 2023    | Vejle         | ITF W15   | Sand      | Laura Hietaranta     | 6:3, 3:6, 6:0  |
| 3.  | 18. Februar 2024 | Manacor       | ITF W15   | Hartplatz | Natália Szabanin     | 6:4, 4:6, 7:65 |

### Doppel
| Nr. | Datum            | Turnier  | Kategorie | Belag         | Partnerin        | Finalgegnerinnen                   | Ergebnis  |
| --- | ---------------- | -------- | --------- | ------------- | ---------------- | ---------------------------------- | --------- |
| 1.  | 18. Februar 2023 | Manacor  | ITF W15   | Hartplatz     | Inês Murta       | Mika Dagan Fruchtman Shavit Kimchi | 6:0, 6:3  |
| 2.  | 5. Oktober 2024  | Trnava   | ITF W15   | Hartplatz (i) | Johanne Svendsen | Adrienn Nagy Ivana Šebestová       | 7:5, 7:62 |
| 3.  | 3. Mai 2025      | Monastir | ITF W15   | Hartplatz     | Inês Murta       | Daria Gorska Milana Schabrailowa   | 6:3, 6:1  |